# Historia de Sacavém

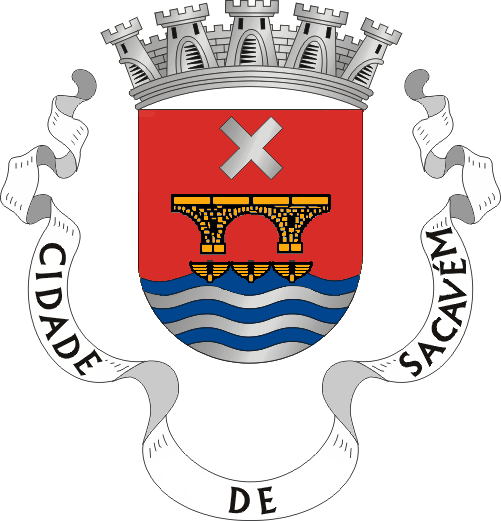
Escudo de armas de Sacavém: «Escudo de bermellón, puente de tres arcos, con los flancos incompletos, de oro, labrado de negro. En el frente, cruz en aspa, de plata. Contrafrente ondeado de seis líneas de plata y azul, donde se asientan tres barcas de oro vistas de proa. Corona mural de plata de cinco torres. Listel blanco, con la leyenda en negro, en mayúsculas: "CIDADE DE SACAVÉM".»
Uno de los elementos centrales del escudo – el agua – recuerda el peso de los ríos Tajo y Trancão en la vida y en la economía de la ciudad, mientras que el otro – el puente romano – recuerda la antigüedad de la población, remontada por lo menos a los tiempos de los romanos, que ahí irguieron esa construcción que se mantiene ligando ambas márgenes del río desde hace más de quince siglos.

La Historia de Sacavém es la historia de una localidad que, por su situación estratégica —situada en la encrucijada de los caminos que, viniendo del norte y del este, se dirigían a Lisboa— estuvo presente en casi todas las fechas claves de la Historia portuguesa. Sacavém es una freguesia perteneciente al municipio de Loures, muy cerca del concejo de Lisboa, atravesada por el Río Trancão y limitando al sur con el Mar de la Paja.
Es una población antiquísima, existiendo en tiempos de los romanos un puente que subsistió, por lo menos, hasta el siglo XVI (según el relato de Francisco de Holanda). De la época de la ocupación mora quedó, aparentemente el topónimo de origen árabe ('شقبان', Šaqabān); inmediatamente después del cerco y posterior conquista de Lisboa por los cristianos en 1147 parece que tuvo lugar en esta localidad un combate (la Batalla del Río Sacavém), aunque hoy es considerado legendario. 
Durante la Edad Media, Sacavém constituyó un señorío de realengo, del cual serían beneficiarios el almirante Manuel Pessanha, la reina Dª. Leonor Teles, y más tarde el Condestable Nuno Álvares Pereira. Tras la muerte de este, esta posesión pasó a la Casa de Braganza, bajo cuyo dominio se mantendría hasta la Revolución del 5 de octubre de 1910 y la proclamación de la República Portuguesa.
Severamente damnificada durante el Terremoto de 1755, Sacavém entró en un lento declive que se prolongó durante cerca de un siglo, hasta 1850, cuando se inició su industrialización – donde destaca la fundación de la famosa fábrica de lozas de Sacavém, que expandió el nombre de la ciudad por todo el país y por zonas del extranjero – así como se construyó la línea de ferrocarril. Esta situación contribuyó a un aumento poblacional hasta mediados de la década de los 70 del siglo XX, favoreciendo además el desarrollo de varias asociaciones y clubes deportivos. 
A finales de la década de los 80, la freguesia gana su configuración geográfica actual, con la separación de Portela de Sacavém y de Prior Velho. El 4 de junio de 1997, Sacavém ve finalmente reconocido todo su valor potencial, siendo elevada a la categoría de ciudad. Meses más tarde se inauguró el Puente Vasco da Gama que une la localidad con la de Montijo, convirtiéndose en una obra de referencia en el paisaje urbano de la población. 
|  |

## Prehistoria, dominio romano y germánico

### Neolítico / Edad del Cobre
La presencia humana en la región de Sacavém ha sido probada desde hace varios siglos. Sobre esto escribió Pinho Leal en su monumental obra Portugal Antigo e Moderno (Portugal Antiguo y Moderno):
«Sacavém es indudablemente una población antiquísima, y ya existía en tiempos de los Romanos.»
En efecto, parece haber sido ocupada ya en la prehistoria (durante el periodo del Neolítico y, con mayor probabilidad, durante la Edad del Cobre, de la cual parecen datar tres hachas de piedra pulida); hay noticias de la existencia de una gruta bajo el Largo do Terreirinho, junto a al Santuario de Nuestra Señora de la Salud, la cual, al ser excavada durante la década de los 80 del siglo XX reveló la existencia de vestigios prehistóricos.

### Ocupación romana

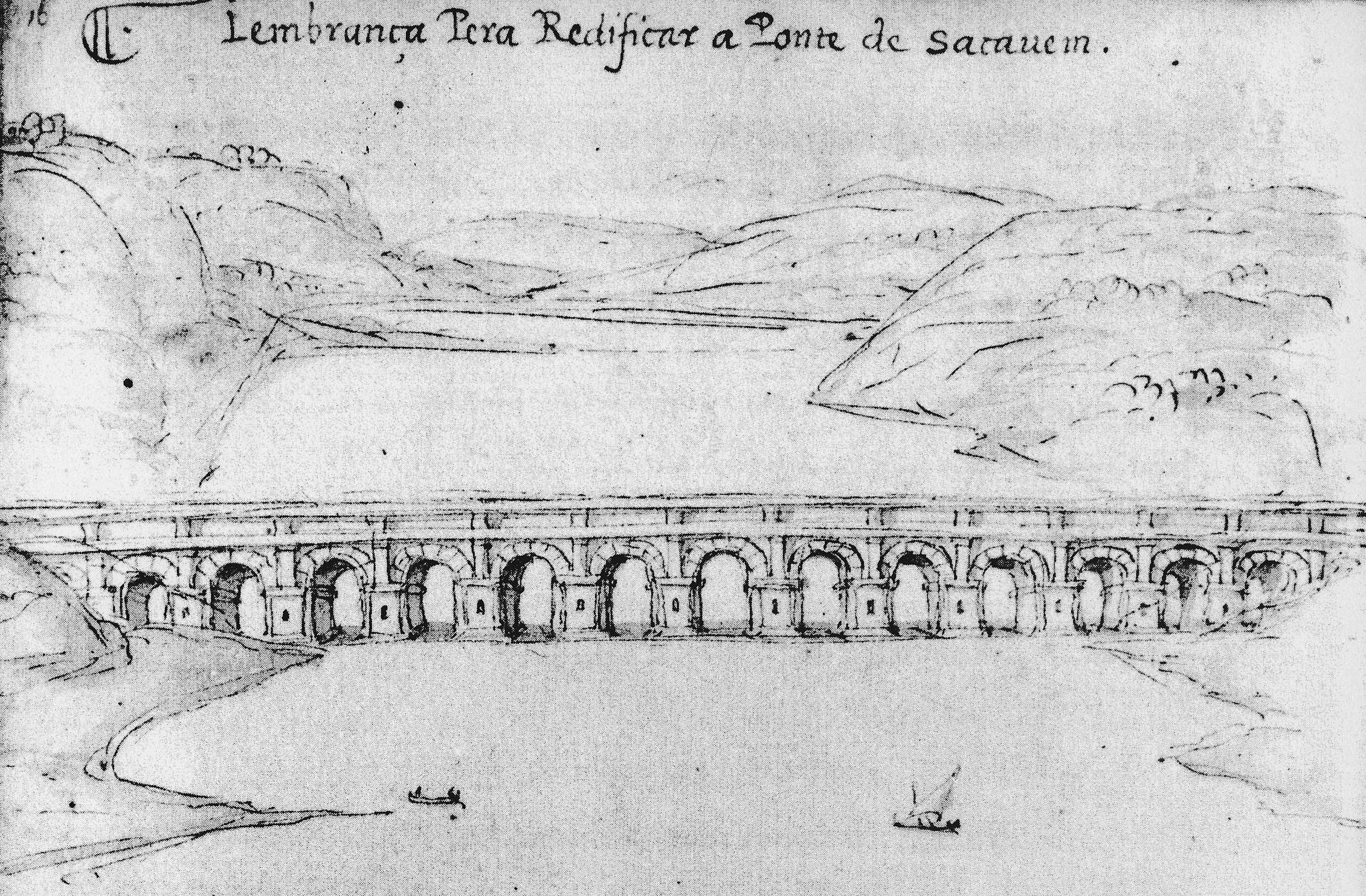
El Puente de Sacavém, mencionado por Francisco de Holanda en el tercer cuarto del en su recopilación Da Fábrica que Falece à Cidade de Lisboa, bajo el título de Lembrança Pera Redificar a Ponte de Sacauem, aparece representado con un elevado número de arcos, denotando así que el río era mucho más caudaloso en la antigüedad, si se compara con la corriente actual.

A finales del siglo III a. C., llegan a la península ibérica los romanos. OLISSIPO (antiguo nombre de Lisboa), se alía a las legiones romanas, siendo rápidamente absorbida por el Imperio, y recompensada con la atribución del estatuto de MVNICIPIVM (esto es, de ciudadanía plena, estando por ese motivo exenta del pago de impuestos a los que sí estaban sometidos otros territorios conquistados con la fuerza de las armas) y el nombre de FELICITAS IVLIA (en honor a Julio César).
Administrativamente, el municipio olissiponense se integraba en el CONVENTVS SCALLABITANVS, y este, por su parte, formaba parte de la provincia de HISPANIA VLTERIOR y, a partir del 27 a. C. (por la división decretada por Augusto), de la LVSITANIA, con capital en AVGVSTA EMERITA (correspondiente a la actual Mérida, en Extremadura España).
Este MVNICIPIVM abarcaba un extenso territorio rural, cubriendo una distancia aproximada de cincuenta kilómetros alrededor del área urbana (lo que estaba destinado a su autosuficiencia), por lo que lógicamente el lugar donde se alza la actual Sacavém se hallaba integrado en él. 
Sobre Sacavém en concreto, solo se puede afirmar con rotundidad que en el siglo I pasaba un trozo común de dos calzadas romanas:
- La VIA XV, que unía OLISSIPO con la capital provincial de AVGVSTA EMERITA, pasando por la ciudad de SCALLABICASTRVM, la moderna Santarém, en la época capital del CONVENTVS SCALLABITANVS;

- La VIA XVI, que unía OLISSIPO con BRACARA AVGVSTA, capital del CONVENTVS BRACARENSIS, en la provincia de GALLÆCIA, correspondiente a la actual Braga.

Aún hoy en día subsisten vestigios de esta red viaria bajo el pavimento de las calles António Ricardo Rodrigues y José Luís de Morais (que más tarde constituirían el hecho fundamental a partir del cual se llevó a cabo la urbanización de la población, uniendo Sacavém de Cima (Sacavém de arriba) y Sacavém de Baixo (Sacavém de abajo)).
Ya en esta época se puede apreciar la importancia de Sacavém y de su río; en efecto, los romanos habrían construido un puente sobre el Río Trancão, el cual existiría aún en el siglo XVII, según diversos relatos — especialmente los de Francisco de Holanda (que a él alude en su obra Da Fábrica que Falece à Cidade de Lisboa, de 1571, en la cual apunta la necesidad del rey — en la época D. Sebastián — de proceder a la reconstrucción del puente, haciendo de él un esbozo en el que aparece representado por quince arcos, por lo que los historiadores suponen que el caudal del río era mayor en la antigüedad) y de Miguel Leitão de Andrada (en el «2.º Diálogo» de su Miscelânea, datada en 1629). Este puente (que actualmente constituye el elemento central del escudo de la localidad) era la continuación natural de la vía seguida por las calzadas anteriormente citadas, uniendo Sacavém con la margen norte de su río. 
Si se admitiese que el célebre Itinerario de Antonino se basaba en trayectos llevados a cabo por Antonino Pío, y atendiendo al hecho de ser mencionadas en la obra las vías anteriormente citadas, es natural que dicho emperador hubiese pasado por la población y por su puente sobre el Trancão…
Hay noticias de que en Sacavém existía una inscripción en piedra (cuyo paradero es actualmente desconocido) que rezaba lo siguiente: 
SILVIVS
MAG • I • TER
F • DAR • MAG
P • E • LIIII • P • V
No se ha conseguido llevar a cabo una traducción plausible de esta supuesta inscripción que se encontraba previsiblemente en un monumento.

### Alanos y visigodos
A los romanos les sucede la ocupación de los pueblos bárbaros, durante sus migraciones hacia occidente: primero se asentaron los alanos (ocupando todo el sudoeste peninsular durante cinco años, no dejando por este motivo ningún vestigio de su presencia en la zona), y después los visigodos (que habrían edificado en la actual Sacavém una capilla dedicada a Nuestra Señora de los Placeres, sobre cuyas ruinas se encuentra edificada la actual Iglesia de Nuestra Señora de la Victoria).

## Dominio musulmán

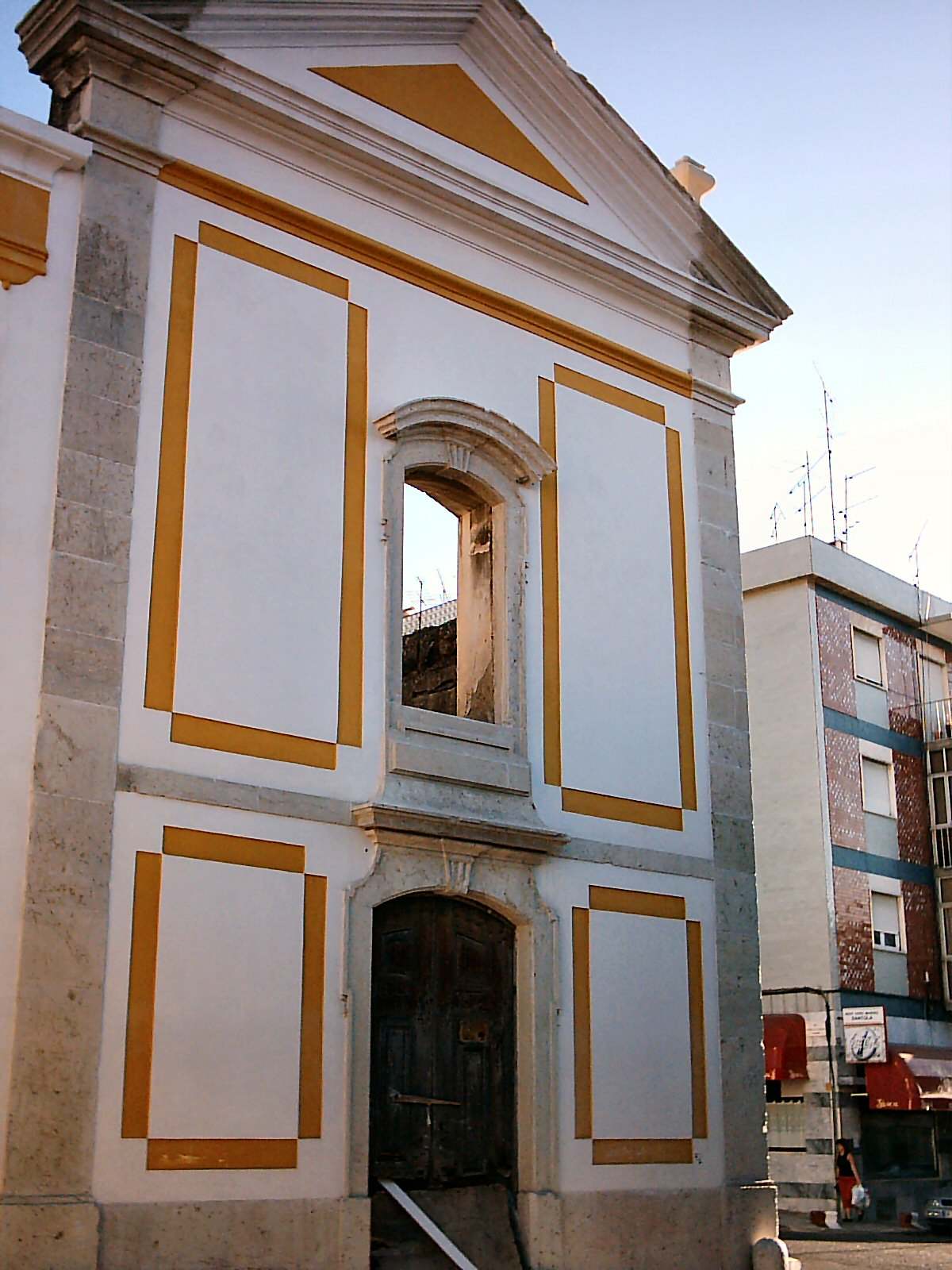
La actual Iglesia de Nuestra Señora de la Victoria de Sacavém se yergue, según la tradición, donde se encontró la otrora Iglesia de Nuestra Señora de los Placeres, existente en la población durante el dominio musulmán.

### Conquista y cohabitación
A partir de 711, se dio inicio a una nueva época en la historia de la península ibérica, el dominio musulmán. Lisboa (al-Ušbuna) fue tomada en 716 por fuerzas bereberes bajo las órdenes de Abd al-Aziz ibn Musa ibn Nusayr (que en la fecha ejercía el cargo de gobernador de Ândalus en nombre del Califa de Damasco, siendo hijo del gobernador de la provincia de Ifriquia, Musa ibn Nusayr), cayendo durante el mismo año las poblaciones que integraban el término de Lisboa (entre las cuales se encuentra Sacavém), así como otras localizades cercanas como aš-Šantara (Sintra).
Tal como ocurrió en las demás regiones del Ġarb al-Ândalus (el «Occidente de Ándalus», región que se corresponde, grosso modo, a la antigua Lusitania romana y que incluía, por tanto, la mayor parte del moderno Portugal), un número significativo de hispanorromanos y visigodos de la región de al-Ušbuna, aunque se hubieran arabizado (pasando a ser bilingües de árabe — la nueva lengua de la administración — y de latín vulgar medieval que mantenían como lengua de culto), no se islamizaron (o lo hicieron tardíamente), mantuvieron su fe cristiana; entre ellos, estarían algunos habitantes de la zona de Sacavém que, de acuerdo con la tradición, pudieron mantener su culto en la Iglesia de Nuestra Señora de los Placeres, a cambio del pago de la yizia, pasando así a convertirse en mozárabes, es decir, cristianos viviendo bajo el dominio moro y siendo su máxima autoridad el obispo mozárabe de Lisboa — algo que era posible debido a la tolerancia religiosa que se predicaba en el Islam Clásico para las denominadas «Gentes del Libro» (Ahl al-Kitab), es decir, judíos y cristianos.
Se cree que la torre medieval de Sacavém de Cima que se encuentra en el Largo do Terreirinho, frente a la Capilla de Nuestra Señora de la Salud, en el centro histórico de la población, tiene origen musulmán y sería ahí donde, de acuerdo con la tradición, los cristianos pagaban la yizia a las autoridades moras. Pese a haberse llevado a cabo labores de restauración durante la Edad Media, actualmente se encuentra en estado de semiruina.

### Sacavém en al-Ándalus
De acuerdo con el relato de una fuente musulmana (el geógrafo sirio Abu Abdallah Yaqut ibn-Abdallah al-Rumi al-Hamawi), Sacavém era «una de las poblaciones de Lisboa, a oriente de ella», siendo la localidad clasificada como qarya (palabra que se puede traducir, precisamente, como alquería, pequeño poblado, villa.
A semejanza de otras varias pequeñas poblaciones alrededor de Lisboa, Sacavém fue integrada administrativamente en la Kura de al-Ušbuna (siendo la kura una unidad administrativa territorial musulmana, que coincide básicamente con la misma delimitación geográfica de los antiguos CONVENTI romanos, abarcando varias localidades aunque con diferencias en las competencias atribuidas), al frente de la cual se encontraba un qadí, gobernador con funciones militares designado, primero por el wali de Córdoba, la capital de al-Ándalus, como representante del califa de Damasco y, más tarde por los emires (756–929) y luego califas (929–1031) Omeyas que gobernaron al-Ándalus desde aquella ciudad.
A lo largo del dominio emiral y califal, varias sediciones contra los Omeyas tuvieron lugar en Ġarb al-Ândalus (donde se incluía, como se explicó previamente, Sacavém), destacando la revuelta promovida por los banu Marwan de Mérida/Badajoz o la de Umar ibn Hafsun, de Bobastro, sofocadas a finales de la década de los 20 del siglo X (de hecho, durante la segunda mitad del siglo IX y hasta enero de 929, fecha en que 'Abd al-Raḥman III se proclama Amir al-Mu'minin (Príncipe de los Creyentes), es decir, Califa — precisamente tras vencer a los banu Marwan —, pasando a un periodo de mayor flaqueza del poder central, el Gharb solamente formaba parte del emirato Omeya de forma nominal, habiéndose convertido en una especie de principado autónomo con sede en Batalyaws, es decir, Badajoz).
Tiempo después, durante las últimas agitaciones que llevaron a la caída del califato en 1031, y subsecuentemente a la formación de los reinos taifas, Sacavém terminó por ser integrada en el reino de Badajoz (excepto por un pequeño lapso temporal en la década de 1020 en el que existió un taifa con sede en Lisboa bajo las órdenes de 'Abd al-Aziz ibn Sabur y 'Abd al-Malik ibn Sabur, hijos de Sabur al-Jatib, un antiguo siervo de origen eslavo, que servía al califa al-Hakam II y que lanzó el grito de revuelta del Ġarb al-Andalus contra el califato en 1009, gobernando el taifa de Badajoz hasta ser depuesto por los banu'l-Aftas), después de lo cual regresó la soberanía al rey aftasí de Badajoz. 
En 1093, a cambio de auxilio contra los invasores almorávides venidos del Magreb, el emir de Badajoz cede al Imperator totius Hispaniae, Alfonso VI de León y Castilla, la posesión de los castillos de al-Ušbuna y aš-Šantaryin (Santarém), pasando Santarém a manos cristianas. El dominio leonés duró poco tiempo: en 1095, ante el inexorable avance de las tropas almorávides lideradas por Yusuf ibn Tašfin, el conde Raimundo de Galicia fue derrotado y la frontera pasó del Tajo al río Mondego, retornando Sacavém a manos musulmanas. 
Al final, el dominio de los rigoristas almorávides, aunque fuerte durante los primeros años, estaba ya en profunda decadencia poco tiempo antes de la conquista definitiva de Lisboa en octubre de 1147 por Alfonso I de Portugal; a partir de 1144, todo el Garb, liderado por Ibn Qasi, se levanta contra el dominio almorávide, dando inicio el periodo llamado período de los segundos taifas. El valle del Tajo se unió para formar la taifa de Santarém — efímera, puesto que su fin llegó tres años más tarde, con la reconquista cristiana de las dos principales poblaciones de frontera del Tajo por los portugueses.

### Al-Šaqabāni, oel Sacavenense
De acuerdo con el ya citado Yaqut al-Hamawi, se relaciona con Sacavém el poeta y místico Taytal ibn Isma'īl, llamado al-Šaqabāni (literalmente, e Sacavenense), del cual se conservan algunos fragmentos de poemas. 
Al-Šaqabāni, que había estudiado en Córdoba, capital del Califato homónimo, se convirtió en un místico ligado al Sufismo (una corriente contemplativa dentro del Islam que parece que tuvo gran difusión entre los habitantes de Ġarb al-Ándalus — cítese el ejemplo de Ibn Marwan, el fortificador de Marvão), instituyendo un ribat en Šaqabān, destinado a la Yihad (concepto que no se relaciona con la lucha exterior, teniendo en cuenta la propagación de la fe islámica, sino con la lucha a nivel personal, del propio creyente con el fin de lograr su total autocontrol), marchándose luego a un lugar yermo en las proximidades donde fundó una az-zāwiya (que en portugués pasó a denominarse azóia y posiblemente sea este el origen del topónimo de la vecina Santa Iría de Azóia, entonces conocida como az-zāwiya at-Taytal, es decir, Azóia de Taytal), donde se entregaría a la reflexión mística.

### Contribuciones técnicas y toponímicas
Además de ciertas técnicas para mejorar los cultivos de la zona (como el uso de la noria), y de la introducción de ciertas culturas agrícolas (como los cítricos) por todo el territorio peninsular, el principal vestigio musulmán en Sacavém es precisamente su topónimo (aunque otra teoría proponga que es de origen francés — teoría obviamente más tardía, eventualmente de la época de la Reconquista— para el nombre de la freguesia).

#### Šaqabān, Sacabis
Durante mucho tiempo, los filólogos estimaban que el término derivaba del árabe šaqabi (que significa «próximo» o «vecino» — entiéndase de la ciudad de Lisboa, que ya entonces asumía considerable importancia), latinizado en la tercera declinación en sacabis, -is (lo que formaría en el acusativo sacabem, y de ahí provendría el nombre moderno «Sacavém»); Pese a todo, nunca consiguieron citar una fuente árabe que corroborase tal teoría.
Más recientemente, se descubrió, también en la obra de Yaqut (el Kitab Mu'jam al-Buldan o Libro de los Países, c. 1228, una descripción geográfica del mundo entonces conocido), una referencia más precisa al término usado por los árabes para designar a la población — Šaqabān (en árabe, 'شقبان'), el cual se asemeja mucho, sin duda, con la pronunciación moderna.

#### Çaca dé Uen
También sobre el origen del topónimo Sacavén, el insigne lingüista portugués José Pedro Machado escribió, en su Diccionario Onomástico-Etimológico de la Lengua Portuguesa, que había estado pensando sobre el nombre de esta población, diciendo que un juglar gallego, Pedro Amigo de Sevilla (activo en la corte de Alfonso X de León y Castilla, es decir, en la segunda mitad del siglo XIII), compuso una Cantiga de escarnio (CBN n.º 1687; CV n.º 1199) en la cual satiriza a un compañero trovador (Pedro García de Ambroa), desdeñando su piadosa intención de querer ir a los Lugares Santos de Jerusalén en peregrinación, pero quedándose no obstante por Sacavém… La cantiga galaicoportuguesa reza lo siguiente:
Marinha Meiouchi, Pero d’Ambroa
diz el que tu o fuisti i pregoar
qué nunca foy na terra d'Ultra-mar;
mays non fezisti como molher boa,
ca, Marinha Meiouchi, sy hé sy,
Pero d'Anbroã sey eu ca foy lh'y,
mays queseste lh'y tu mal assacar.

Marinha Meiouchi, sen nulha falha
Pero d'Ambroã en 'Çaca dé Uen'
filhou a cruz pera Iherusalen
e, depois d'aquesto, sé Deus mi ualha,
Marinha Meiochi, com'é, romeu
que uen canssado é tal o ui end eu
tornar, é dizes que non tornou en.

Maria Meiouchi, muytas uegadas
Pero d'Anbroã ach end eu mal,
mays sé té colhé d el logar atal
com andas tu assy pelas pousadas,
Marinha Meiouchi, a mui gram sazon,
Pero d'Anbroã, se th achar enton,
gram med ey que ti querra fazer mal.
Según Machado, la locución Çaca dé Uen (Léase Saca dé Ven) sería una derivación de Sacavém, proponiendo el estudioso el origen francés del término, hipótesis generalmente preferida frente a la teoría arábiga. De hecho, durante la Edad Media existía en Anjou (Francia) la cofradía vinícola du Sacavin, término derivado precisamente de saca (significando odre para depositar vino, aceite, o líquidos en general), y vin (fr. para «vino»), término que en ciertos dialectos franceses (como el angevino) se pronuncia ven (/vẽ/), por lo que, de aceptar esa tesis, Sacavém significaría «odre de vino» — hipótesis que a pesar de todo, no es del todo descabellada pues la localidad se convertiría en un importante lugar vitivinícola (como el resto de la región circuncidante) a lo largo de la Edad Media.

## Reconquista

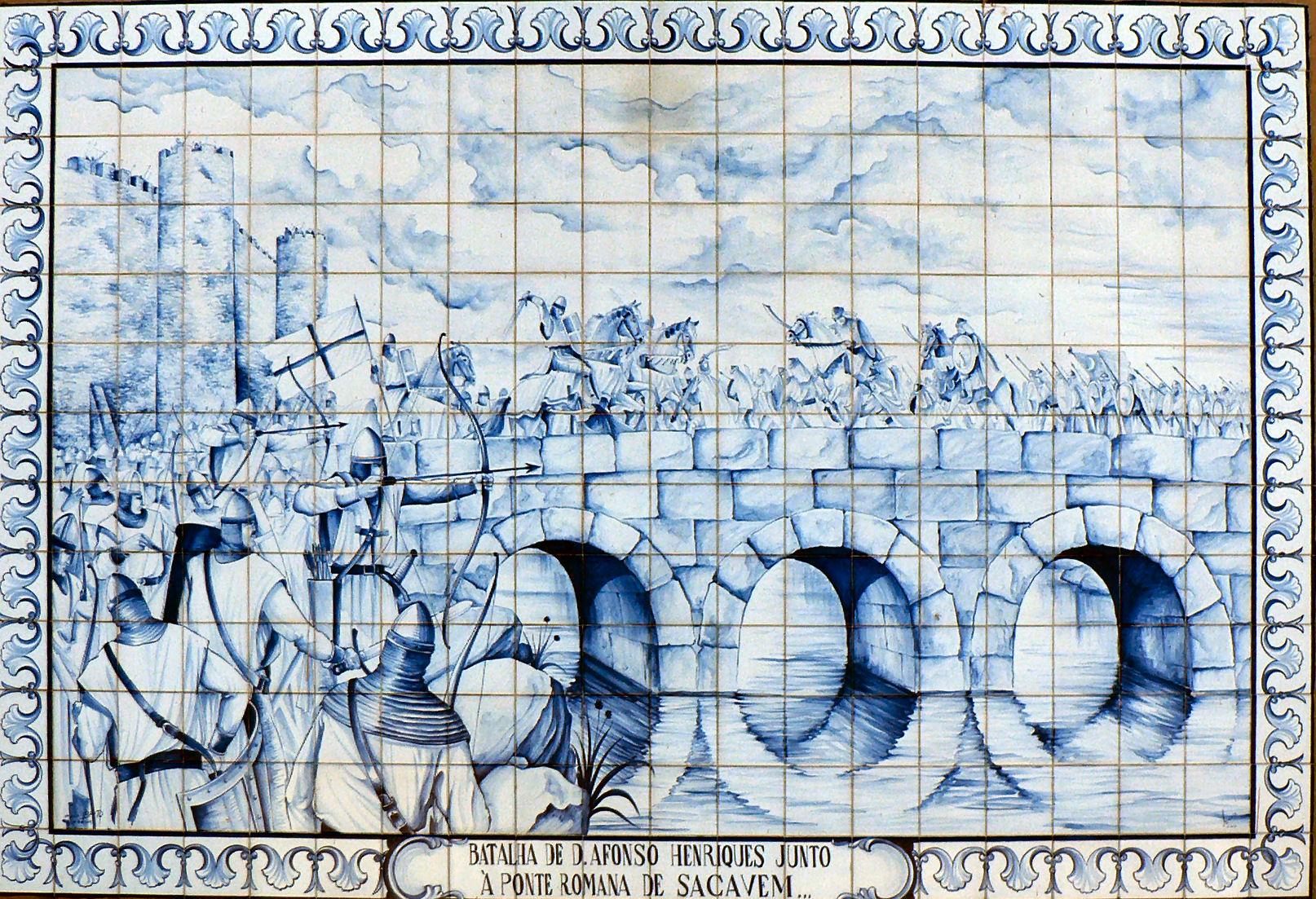
La Batalla de Sacavém entre Alfonso I de Portugal y los Moros.

De acuerdo con la tradición, Sacavém fue arrebatada a los moros por Alfonso I de Portugal en 1147, tras la casi legendaria Batalla de Sacavém (cuyos primeros relatos datan tan solo del siglo XVI, y que, aunque corregidos en el siglo XVII, han sido considerados como un mito desde Alexandre Herculano.).

## Edad Media

### sigloXII
Tras la conquista, Sacavém pasó a ser un realengo de la Corona portuguesa, experimentando un importante incremento de la agricultura; las principales plantaciones de la población, como en el resto de la Estremadura eran mediterráneas, destacando la viña, los olivos y el trigo. Por otro lado se debe destacar la explotación de las salinas, abundantes en el territorio hasta el siglo XVIII, así como el transporte fluvial de varios productos agrícolas oriundos del interior del territorio de Lisboa hacia la futura capital del reino, que irían a caraterizar a la población de los siglos venideros. En ese contexto comenzará a ganar forma un puerto fluvial en la confluencia del Tajo con el Trancão, el cual tuvo una relativa importancia hasta el siglo XVIII como puerto interior. La historia de Sacavém giraría en torno a su río, su puente romano y su puerto durante muchos siglos.

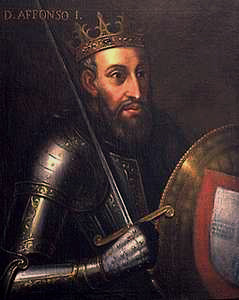
D. Afonso Henriques, mítico conquistador de Sacavém.

La primera referencia histórica escrita en la que se hace referencia a la localidad es un documento eclesiástico fechado el 1 de mayo de 1191 (esto es, cuarenta y cuatro años después de la conquista de Lisboa); ahí se alude a la división de los bienes hecha por el rey Sancho I para resolver las frecuentes contiendas entre el Obispo de Lisboa, Soeiro Anes, y su cabildo. A través de este documento, el obispo cedía las prebendas de la iglesia de São Pedro de Alfama al cabildo, y reservaba para sí las de las iglesias de Sacavém, Frielas, Unhos y Vila Verde dos Francos.
Se conoce que la Iglesia Matriz de Santa Maria de Sacavém era una de las colegiadas eclesiásticas del Término de Lisboa (a la par de Nossa Senhora do Carvalho de Bucelas, São Julião de Frielas, São João Baptista do Lumiar y São Silvestre de Unhos). Por ese motivo, hasta hoy el título oficial del párroco de Sacavém es el de prior y no el de presbítero (vulgarmente padre).

### SigloXIII
Del siglo XIII existen referencias sobre la existencia de un santuario dedicado a San Andrés, asociado a una capilla dedicada al mismo patrón, así como sobre un hospital/albergue, construido por Gonçalo Vaz, para los pobres (en la época, las varias funciones asistenciales eran ejercidas por las mismas instituciones — esencialmente corporaciones religiosas que se unían bajo una misma devoción — y así no se ocupaban solamente de los peregrinos, sino también de los pobres y leprosos). El abastecimiento de agua potable, era hecho a tanto a través del Trancão como de un pozo — el Poço dos Trapos.
Los repartos llevados a cabo por Alfonso III durante su reinado dan cuenta de que las salinas existentes en la población pertenecían a la Orden de Santiago.
Según Pinho Leal, durante esta época, la freguesia tendría 900 fuegos, número que parece claramente exagerado para una pequeña población como la Sacavém de la Edad Media.
Aun así, la población debió haber sido ya un centro urbano de relativa importancia en el término de Lisboa. Una ley de Dionisio I, datada en 1287, da cuenta de un impuesto general aplicado a los notarios de una parte significativa de Portugal (con exclusión de la comarca de Antre Tajo y Odiana y Além-d’Odiana — regulada por ley posterior —, del Reino del Algarve, así como otros lugares específicos — Braga, Oporto o Alcobaça). En ella aparecen citadas, entre otras poblaciones de la diócesis de Lisboa (Lisboa, Alenquer, Arruda dos Vinhos, Óbidos, Porto de Mós, Povos, Santarém, Sintra, Torres Novas, Torres Vedras y Vila Nova de Ourém), la parroquia de Sacavém, contando con un notario, pero sin conocerse el valor del impuesto (situación, de resto, también verificada en el caso de Alenquer, Arruda, Sintra y Torres Vedras). Como en Porto de Mós y Vila Nova de Ourém, existiendo dos notarios, éstos pagaban 45 libras anuales a la corona y se supone que la contribución de Sacavém también fuese la misma — aunque, por ejemplo, el concejo de Povos, en el norte de Vila Franca de Xira, con apenas un notario, pagaba un valor superior a 60 libras; ese número, sin embargo, fue más tarde reducido a 24 libras anuales.
A finales de este siglo (1288), el prior de la parroquia sacavense surge entre los nombres de los varios religiosos que piden al Papa Nicolás IV la creación de un studium generale en la ciudad de Lisboa: en ella figuran también como cofirmantes los nombres del abad del Monasterio de Alcobaça, los priores del Monasterio de Santa Cruz de Coímbra, el de Iglesia de São Vicente de Fora, de Santa Maria de Guimarães y de Santa Maria da Alcáçova de Santarém, así como los rectores de las iglesias de São Leonardo de Atouguia (da Baleia), São Julião de Santarém, São Nicolau de Santarém, Santa Iría de Santarém, Santo Estêvão de Santarém, São Clemente de Loulé, Santa Maria de Faro, Santa Maria e São Miguel de Sintra, Santo Estêvão de Alenquer, Santa Maria e São Miguel de Torres Vedras, São Pedro de Torres Vedras, Santa Marinha de Gaia, Santa Maria da Lourinhã, Santa Maria de Vila Viçosa, Santa Maria da Azambuja, Santa Maria de Sacavém, Santa Maria de Estremoz, Santa Maria de Beja, Santa Maria de Mafra y Santa Maria de Mogadouro.

### sigloXIV

#### Sacavém en el patrimonio del almirantado
Después del inicio del siglo XIV, por un contrato celebrado el 1 de febrero de 1317, Dionisio I encarga al genovés Manuel Pessanha reorganizar la Armada Portuguesa, atribuyéndole en recompensa el título de Almirante de Portugal, así como una pensión anual por valor de 3000 libras «en dineros de la moneda de Portugal», repartidas por tres prestaciones de igual valor a devengar en los meses de enero, mayo y septiembre y sacadas de las rentas de realengo de Sacavém (así como de Unhos, Frielas, Camarate y, posteriormente, a partir del 24 de septiembre de 1319, de la de Algés y también de Odemira). Este contrato vendría a ser sucesivamente confirmado en la persona de Manuel Pessanha a través de cartas de merced de 10 y 23 de febrero de 1317, 14 de abril de 1321, 21 de abril de 1327, y en la de su hijo y heredero al frente del almirantado, Lançarote Pessanha, el 20 de septiembre de 1356, y de nuevo en 1368, 1370, 1371 y 1372.
Es comprensible que Sacavém fuese una de las tierras donadas al almirante Pessanha, ya que, a nivel eclesiástico, tenía una de las mayores prebendas del concejo y término de Lisboa; en efecto, según un documento del 25 de marzo de 1325 – del cual se conoce el traslado efectuado en 1747 por el ingeniero del reino y guarda de la Torre do Pombo, Manuel da Maia (el reconstructor de la Baixa) y después transcrito por Fortunato de Almedia en su monumental obra História da Igreja em Portugal (Historia de la Iglesia en Portugal) –, los jueces ejecutores de la ciudad y concejo de Lisboa tasaron la iglesia de Santa Maria de Sacavém por un valor de 650 libras y «el común de los racioneros de ella, con respectivos préstamos», en 180 libras, siendo apenas tasadas en valor superior la mesa episcopal (18.000 libras) y la mesa capitular (12.742 libras) del obispado, así como el Monasterio de São Vicente de Fora (1.300 libras), el convento del mismo monasterio (1.850) libras y el Monasterio de Odivelas, con las iglesias anexas de São Julião de Santarém, Santo Estêvão de Alenquer y São Julião de Frielas con la respectiva veguería (2.000 libras) – lo que prueba la riqueza de la freguesia de Santa Maria de Sacavém en la Edad Media; en forma de ejemplo, la iglesia vecina de São João Baptista do Lumiar pagaba apenas 300 libras, y sus racioneros 80; la de Loures, otras 300; la de Tojal, apenas 100; la de Santa Maria de Bucelas, 250, y la de São Silvestre de Unhos, 300, con los respectivos racioneros a pagar de 80 libras.

#### Sacavém tierra de realengo
Pese a la donación al Almirante, el rey continuaba manteniendo sus privilegios en Sacavém, ya que se trataba de un territorio de realengo. El 13 de marzo de 1338, en un contrato de aforamiento «de huũa courela de vinha na pelaçam, freguesia de freelas», alude el rey Alfonso IV a un tal Gonçalo Martinz, «meu scriuam dos meus Regaengos de Sacauem e de ffreelas»; de ahí se desprende que el realengo de Sacavém y Frielas debió haber continuado manteniendo su importancia relativa dentro de las freguesias del término de Lisboa, pudiendo desprenderse de la referencia a la existencia de dos notarios, Afonso Braz (notario de Sacavém) y Gomes Peres (notario de Frielas), en ese mismo documento. En otros dos instrumentos de compra y venta de un pajar en Frielas por el rey, datados el 17 de junio del año siguiente, ya se hace referencia al mismo Gomes Peres como el único «tabaliom de ffreelas e Sauauem [sic]».
Posteriormente, en una carta de donación del convento de Chelas que data de 1347, se alude de nuevo a la figura del notario público («Gómez Pérez Tabellíom de Sacauẽ», probablemente el notario anteriormente citado como estando en Frielas), figurando éste entre los testigos de dicha donación. Por esta época, además, los monjes agustinos del Monasterio de Chelas debían detentar varios predios urbanos y rurales; cultivando en estos últimos vides y olivos. 
Además del notario real, el realengo de Frielas-Sacavém disponía también de un oficial regio responsable de la recaudación de los tributos, lo que viene a desmostar una vez más la importancia de esta rica tierra de realengo: a través de un documento del 15 de agosto de 1312, Dionisio I, deseando hacer gracia y merced al Real Monasterio de Odivelas, fundado por el mismo, le concede la posesión de una salina que pertenecía a un oficial de justicia de su padre (Vicente Pássaro), nombrando responsable de ese negocio jurídico a Silvestre García, su amojarife en Frielas-Sacavém, y Estêvão Vicente, su escribano en el mismo realengo, para que luego procediese a la transferencia de la propiedad a su nuevo donatario.
De este periodo se conoce también el nombre del Prior de la Iglesia Sacavense, un tal Petrus Iohannis (vulgarmente, tal vez fuera conocido como Pedro Joanes o Pedro Eanes o más probablemente Pedro Anes), que acumulaba el cargo con las funciones de canónico de las catedrales de Braga y Coímbra, figurando su nombre en la descripción de un sello pendiente presente en un traslado en forma pública de una búsqueda, relativa a una cuestión sobre la Lezíria (zona agrícola) de Atalaia, en el término de Santarém, e incluida en el libro 5 de la cancillería de Dionisio I (el conocido como Libro de las Lezírias). En el sello se puede leer: «Sigillum Petri Iohannis Bracarensis Colimbriensis canonicj et prioris sancte Marie de Sacauen», o sea Sello de Pedro Eanes, canónico bracarense y coimbrense y prior de Santa Maria de Sacavém.
A principios del reinado de Pedro I (1357), el monarca procede a la confirmación de varios de los privilegios de las villas y poblaciones del reino, que databan de reinados anteriores, encontrándose en este contexto dos referencias distintas al realengo de Sacavém y Frielas en su cancillería. De esta forma, el 11 de septiembre de ese año, el monarca confirma y otorga «todos seus priujlegios foros liberdades e boons custumes que sempre ouuerom, etc.» (todos sus privilegios, fueros, libertades y buenas costumbres que siempre poseyeron) a los concejos (esto es, a la asamblea de hombres buenos de las villas o poblaciones reunidos en concejos) de Besteiros, Covilhã, Guarda, Leiría, Mendiga, Monsaraz, Montalegre, Sacavém y Frielas, Santa Comba Dão, Serpa, Serró Ventoso y Soure, así como a los Monasterios de Alcobaça y Arouca, al Obispado de Oporto, a las Órdenes del Hospital y Santiago, al Estudo Geral de Coimbra y a las comunidades judáicas de Coímbra y Beja. En octubre del mismo año, vuelve a confirmar los privilegios a otras localidades, y esta vez se refiere solamente al «concelho do reguengo de Sacauém» (concejo del realengo de Sacavém), junto con la aldea de Cuba, término de Beja, los concejos de Asseiceira y Atalaia, y a los moradores de Azeitão.

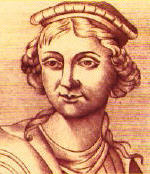
D. Leonor Télles de Menezes, señora de Sacavém (1371—1384).

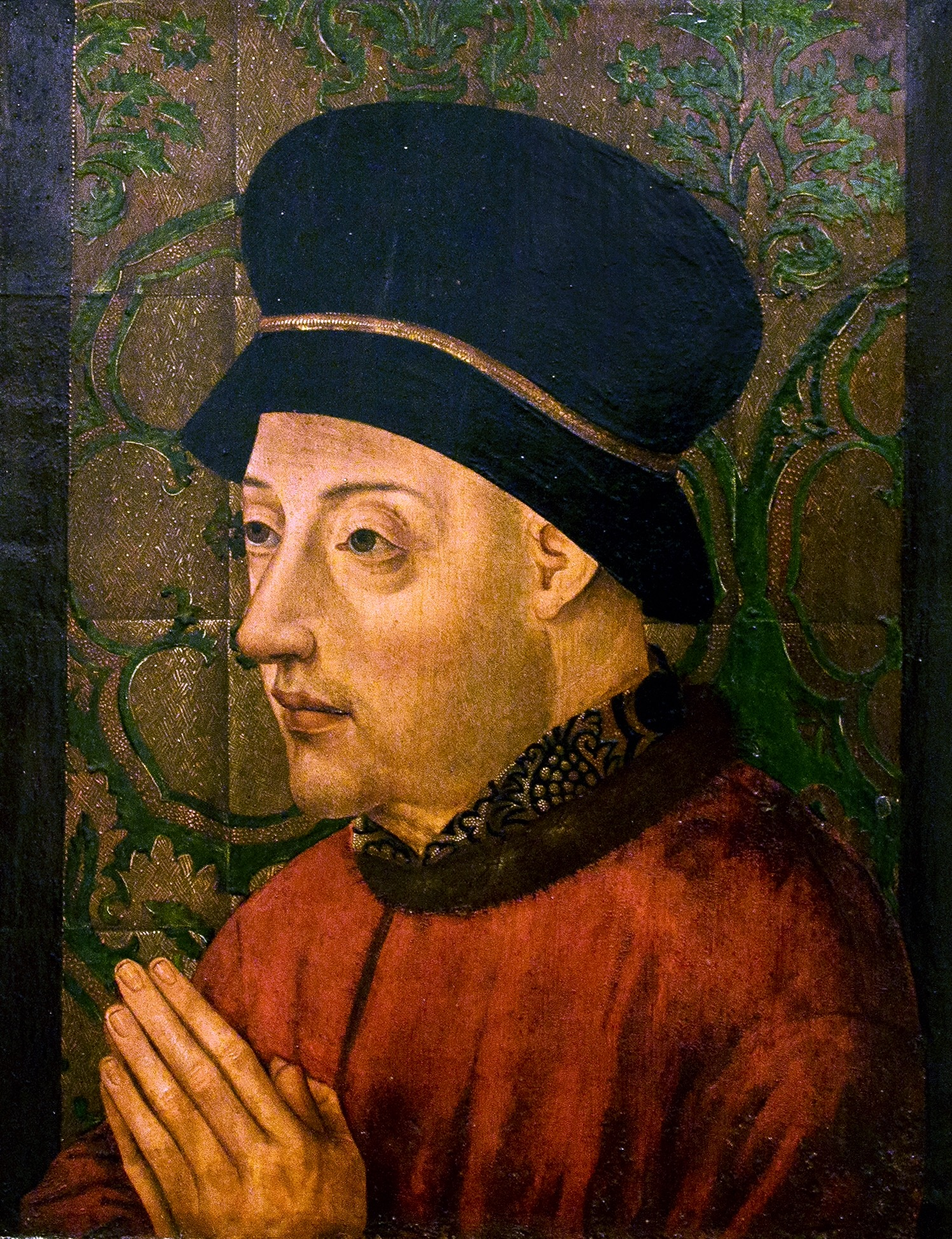
D. Juan, Maestre de Avís, que reintegró Sacavém al término de Lisboa y luego se lo donó al Condestable Nun'Álvares.

#### Sacavém en las crónicas de Fernão Lopes

##### … en la Casa de las Reinas
Aún a finales del siglo XIV, D. Fernando I donó solemnemente a través de una carta de arras, a su esposa D. Leonor Téllez de Meneses, por ocasión de su matrimonio en Leça do Balio (1371), los realengos de Sacavém, Camarate, Frielas, Melres de Riba Douro y Unhos, así como las villas de Abrantes, Alenquer, Almada, Atouguia da Baleia, Aveiro, Óbidos, Sintra, Torres Vedras y Vila Viçosa, pasando todas estas localidades a formar parte de la Casa de las Reinas (conforme relata Fernão Lopes).

##### … en las Guerras Fernandinas
El mismo Fernão Lopes, en el prólogo a la misma crónica alude al río de Sacavém, diciendo que llegaban a Lisboa muchos navíos de «desvairadas partes» (varios lugares), y que «estavam à carga no rio de Sacavém e à ponta do Montijo, da parte de Ribatejo, sessenta e setenta navios em cada logar, carregando de sal e de vinhos» (estaban siendo cargados en el río de Sacavém y en la punta de Montijo, de la parte de Ribatejo, sesenta y siete navíos en cada lugar, cargando sal y vino). De esta forma se puede intuir la importancia que tenía el puerto fluvial de Sacavém en aquella época. 
También en la misma crónica, Fernão Lopes afirma que, durante la tercera guerra fernandina (1381–1382), un escuadrón inglés destinado al auxilio del rey portugués en sus pretensiones al trono de Castilla, fondeó en el Tajo, a lo largo de Lisboa; pese a ello, su comandante el Conde de Cambridge Edmundo de Langley (futuro Duque de York, hijo de Eduardo III y hermano de Juan de Gante), avisado de la eminencia de la llegada de una flota castellana procedente de Sevilla y comandada por el almirante Fernando Sánchez de Tovar, decidió conducir a su armada hacia un puerto seguro, habiendo acordado con D. Fernando con él «que era bem que aquela frota e outros navios que hi jaziam, que se fossem todos a Sacavem, que som duas legoas da cidade, e ali se lançassem todos por jazerem seguros» (que lo mejor era que aquella flota y otros navíos que ahí se encontraban se fuesen a Sacavém, que está a dos leguas de la ciudad y ahí se juntasen todos para estar más seguros). La unión de la flota portuguesa e inglesa en la desembocadura del Trancão debería generar un efecto disuasorio en los castellanos, de tal forma que efectivamente «quando chegaram ante a cidade, acharom o mar desembargado de navios, e souberom como todos jaziam em Sacavem; e quando allá forom e virom o rio guardado e as naos estar d'aquela guisa, tornarom-se, e nom acharom em que fazer damno segundo seu desejo, e forom-se pera Sevilha» (cuando llegran a la ciudad, encontraron el mar sin navíos y supieron que todos se encontraban en Sacavém; y cuando allá fueron y vieron el río y las naves juntas, tornaron y sin encontrar la forma de hacer un daño efectivo, retornaron a Sevilla). Las naos inglesas estuvieron ancladas en Sacavém desde finales de agosto hasta el 13 de diciembre de 1381, fecha en que pusieron rumbo de nuevo a Inglaterra.

##### … en la crisis de 1383–85
Fernão Lopes vuelve a citar a la localidad en la Crónica del-rei D. João I, en el contexto de la crisis de 1383–1385 y del cerco que los castellanos impusieron a Lisboa en 1384:
«Una barca en la que iba Gonçalo Gonçalves Borjas, decidió marchar hacia Restelo, y el viento contrario la llevó por la fuerza camino de Sacavém.».

#### Donación al Santo Condestable
Pese a pertenecer al patrimonio de Leonor Téllez, Sacavém se posicionó a favor de Juan I, siendo como recompensa sustraída (a la par de Unhos, Frielas y Camarate) de la Casa de la Reina, y reintegrada en la jurisdicción civil y criminal del Término de Lisboa, el 4 de mayo de 1384; el 7 de abril de 1385, un día después de su elección como rey en las Cortes de Coímbra, D. Juan I entregaba los realengos de Sacavém, Camarate, Frielas y Unhos al Condestable del Reino D. Nun’Álvares Pereira, con todos sus términos, salinas, y demás derechos, quedando ese patrimonio adscrito a los bienes del Condado de Ourém, al cual Nun'Álvares había accedido por gracia del rey. 
Mientras tanto, en mayo de 1393, según se relata en la Crónica do Condestabre de Portugal, el condestable procedió a una repartición de beneficios y tierras a los caballeros que habían auxiliado en la guerra contra Castilla y al servicio del Maestre de Avis, cediendo para tal su usufructo, aunque mantuviese la nuda propiedad de los mismos. El «barco de Sacavém» fue de esta forma entregado a João Afonso de Alenquer (descrito como «contador de su Casa»), y que luego pasaría a ser Ministro de Finanzas de Juan I y uno de los principales benefactores de la conquista de Ceuta en 1415. 
A través de la hija del condestable, Beatriz Pereira de Alvim, que se casaría con D. Afonso, Conde de Barcelos, hijo ilegítimo del nuevo monarca y futuro Duque de Braganza, este patrimonio acabaría por convertirse en un honor de la poderosa Casa de Braganza (la actual Quinta de São José también se incluyó en el patrimonio de los Braganza en el siglo XVII), la cual incluía también las freguesias de Apelação, Charneca, Camarate, São João da Talha y Unhos.

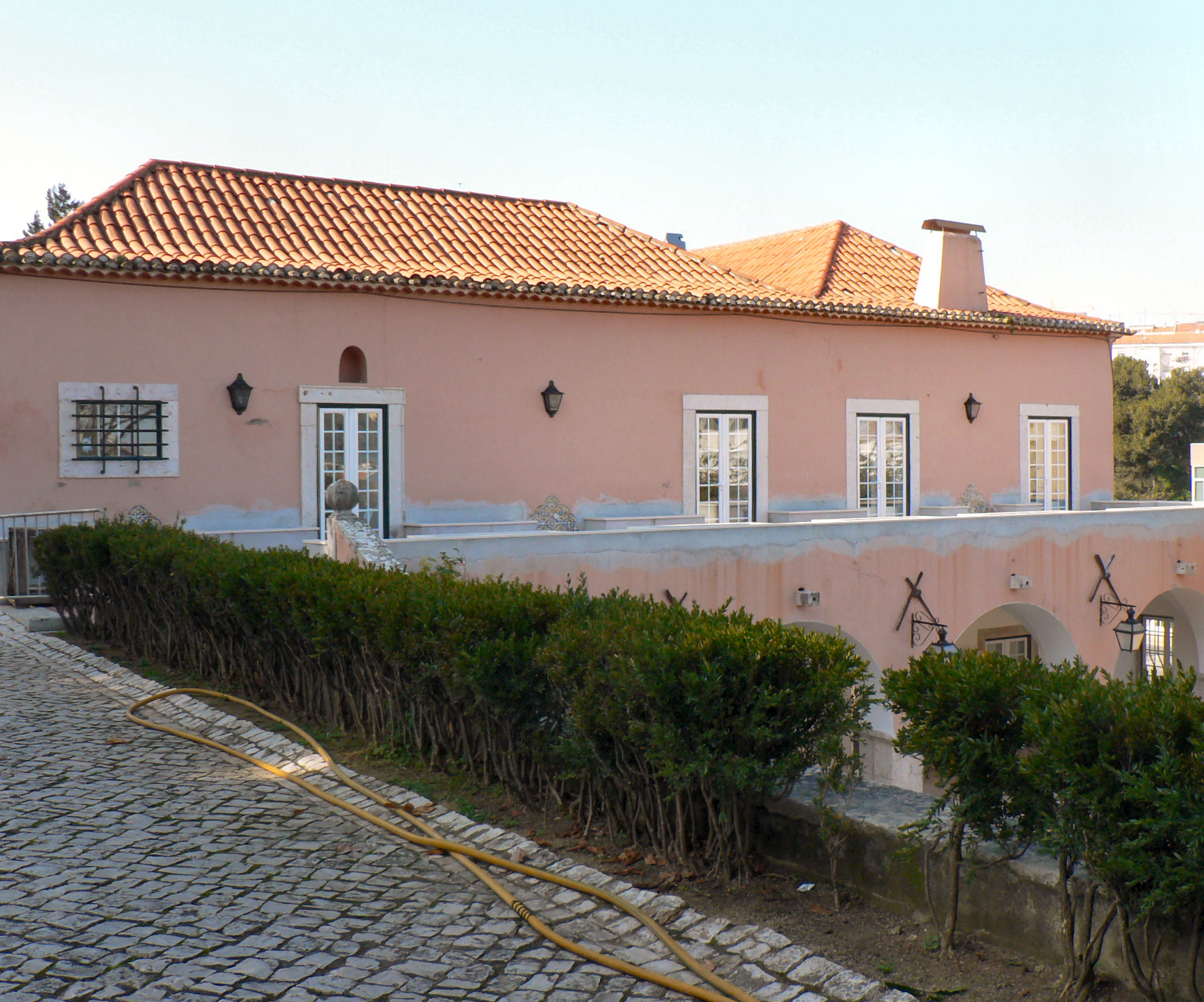
La actual Quinta de São José fue parte del vastísimo patrimonio de la Casa de Braganza en Portugal.

En 1387, la población de São João da Talha (hasta esa época denominada Sacavém Extra-Muros) logró su autonomía frente a Sacavém, quedando también integrada en esa honra señorial; por fin, en 1397 se separó de Sacavém la nueva freguesia de Santa Maria dos Olivais, por obra del arzobispo de Lisboa, D. João Anes.

### sigloXV
A principios del siglo XV, con el aumento del número de judíos en Portugal, según los estudios llevados a cabo por varios historiadores, aumentó también el número de comunidades judáicas, que pasaron de ser cerca de 30 en el siglo XIV a casi ciento cuarenta en el siglo XV. Una de ellas se situaría en Sacavém, quedando la judería construida en las inmediaciones de la población. 

#### Muerte de la reina Felipa de Lancaster
En las crónicas de Rui de Pina y Duarte Nunes do Leão, hay alusiones a Sacavém, afirmando el último que a esta población se retiró la familiar real cuando se inició un foco de peste en la capital, en 1415, en las vísperas de la Conquista de Ceuta. Según estos cronistas, fue en la ermita de los Mártires de Sacavém donde habría fallecido víctima de la peste la reina Felipa de Lancaster, justo antes del embarque del rey Juan I y de sus hijos hacia Marruecos. Sin embargo, según Gomes Eanes de Zurara (en la Crónica da Tomada de Ceuta), la familia real habría procurado escapar hacia Odivelas, con el fin de evitar la peste, estableciendo de esta forma que el óbito de la reina hubiera sido en el Monasterio de San Dionisio de Odivelas, y no en Sacavém — versión que terminó aceptándose como la más acertada. 

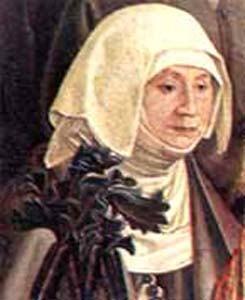
La reina regente Leonor de Aragón.

#### La regencia del infante Pedro
A finales de la década de 1430 y principios de la siguiente, debido a las desavenencias entre Leonor de Aragón, la reina viuda (a la que Eduardo I dejó encargada de la regencia del reino), y el infante Pedro, Duque de Coímbra, su cuñado, que algunos grupos sociales deseaban verlo al frente de la regencia, durante la minoría de edad de D. Afonso V, la región de Sacavém fue palco de intensa actividad diplomática por parte de los co-regentes. La reina regente se estableció junto con sus hijos el rey Alfonso V, el príncipe heredero Fernando y las restantes infantas en la población a principios de agosto de 1439, existiendo numerosos documentos regios firmados en la localidad; D. Pedro habitaba entre Lisboa (donde mantenía su residencia) y Sacavém, a fin de suscribir esos documentos. 

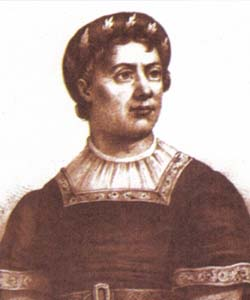
El infante regente Pedro Duque de Coímbra.

Esta situación se mantuvo hasta principios de septiembre, datando del día 16 de ese mes la última carta firmada por los dos (en la vecina población de Camarate, donde acabó por establecerse durante algún tiempo, debido a la mayor proximidad con Sacavém), antes de que el infante Pedro partiera hacia su palacio señorial en Tentúgal. La reina permaneció en Sacavém hasta el 25 de septiembre, fecha en que se mudó para Alenquer; sobre este hecho escribió Rui de Pina que «a Raynha se partió com ElRey e seus filhos e sua Casa pera Alanquer, muyto revosa dos movimentos e alvoroços de Lixboa, e pouco segura em Sacavem onde estaba, por ser Aldea fraca e tam perto da Cidade» (La reina partió con el rey y sus hijos y su casa a Alenquer, muy alejada los movimientos y alborotos de Lisboa y poco segura en Sacavém por ser una pequeña aldea cerca de la ciudad).
Para resolver la cuestión de la regencia, se convocan Cortes en Lisboa en 1439, en las cuales los tres Estados deciden atribuir la regencia al infante. A principios de 1440 pasó el duque de Coímbra cerca de mes y medio en Sacavém (23 de febrero a 6 de abril), conforme se desprende de varias cartas por él firmadas, relativas a decisiones tomadas en las cortes del año anterior.

#### Sacavém, honor de la Casa de Braganza
El 4 de abril de 1422, poco antes de ingresar en el Convento do Carmo (que fundara años antes en Lisboa como Frei Nuno de Santa Maria, O.Carm.), Nun'Álvares Pereira procedió a una nueva repartición de sus bienes, habiendo donado el Condado de Ourem a su nieto Alfonso; en ese mismo documento se declara también que el condestable procederá a la donación de la «barca de Sacavém», con todas sus rentas y derechos a un tal Gil Airas, su escribano. La ejecución del testamento de Nun'Álvares, que falleció en 1431, confiriendo el realengo y el barco de Sacavém a su nieto D. Alfonso fue confirmado por el rey Eduardo I a través de una carta fechada el 24 de noviembre de 1434. 
Con la muerte del conde Alfonso en 1460, sin hijos legítimos, su patrimonio pasó a pertenecer a su padre, D. Alfonso, duque de Braganza, el cual, falleciendo tras algunos meses (1461), legaría a su hijo más joven, D. Fernando, conde de Arraiolos y futuro duque de Braganza, la posesión de ese territorio. El nuevo jefe de la Casa de Braganza congregaba así, de nuevo, la penitud del patrimonio adquirido por Nuno Álvares Pereira tras el comienzo del reinado de Juan I.
Siendo parte del patrimonio de los Braganza, Sacavém pasó momentos de grandeza (pero también de desgracia) conforme se desarrollaba la historia de esa dinastía. Así, cuando se ejecutó al tercer duque, D. Fernando II, en Évora (20 de junio de 1483), y subsecuentemente se confiscaron sus bienes, el honor de Sacavém retornó a la corona como realengo (una carta regia de 28 de julio de 1483, suscrita por Juan II en Setúbal, daba a un tal João da Guerra un cuarto de la fruta, del diezmo y del pescado de los realengos confiscados al duque de Sacavém, Unhos, Camarate, Frielas y Charneca).
Cuando D. Manuel I ascendió al trono en 1495 restauró la Casa de Braganza y le devolvió los bienes que otrora detentase, entre los cuales se incluía naturalmente el honor de Sacavém. Hasta el fin de la monarquía en 1910, el duque de Braganza (y, a partir de 1640 el rey de Portugal) sería el señor de Sacavém y en esa condición detentaría varios privilegios, como los peajes pro atravesar el río así como los tributos del pueblo.
Otra referencia indirecta a la población se encuentra en un pedido de los procuradores de la Cámara de Lisboa a las Cortes de Leiría de 1348, conforme a un documento existente en el famoso Libro dos Pregos (Libro de pedidos), según el cual se pedía que los puertos fluviales del Tajo (entre los que se encuentra Sacavém), donde hacía mucho se llevaba a cabo el transporte de mercancías, debiesen ser limpiados para evitar que perdieran calado.

## Edad Moderna

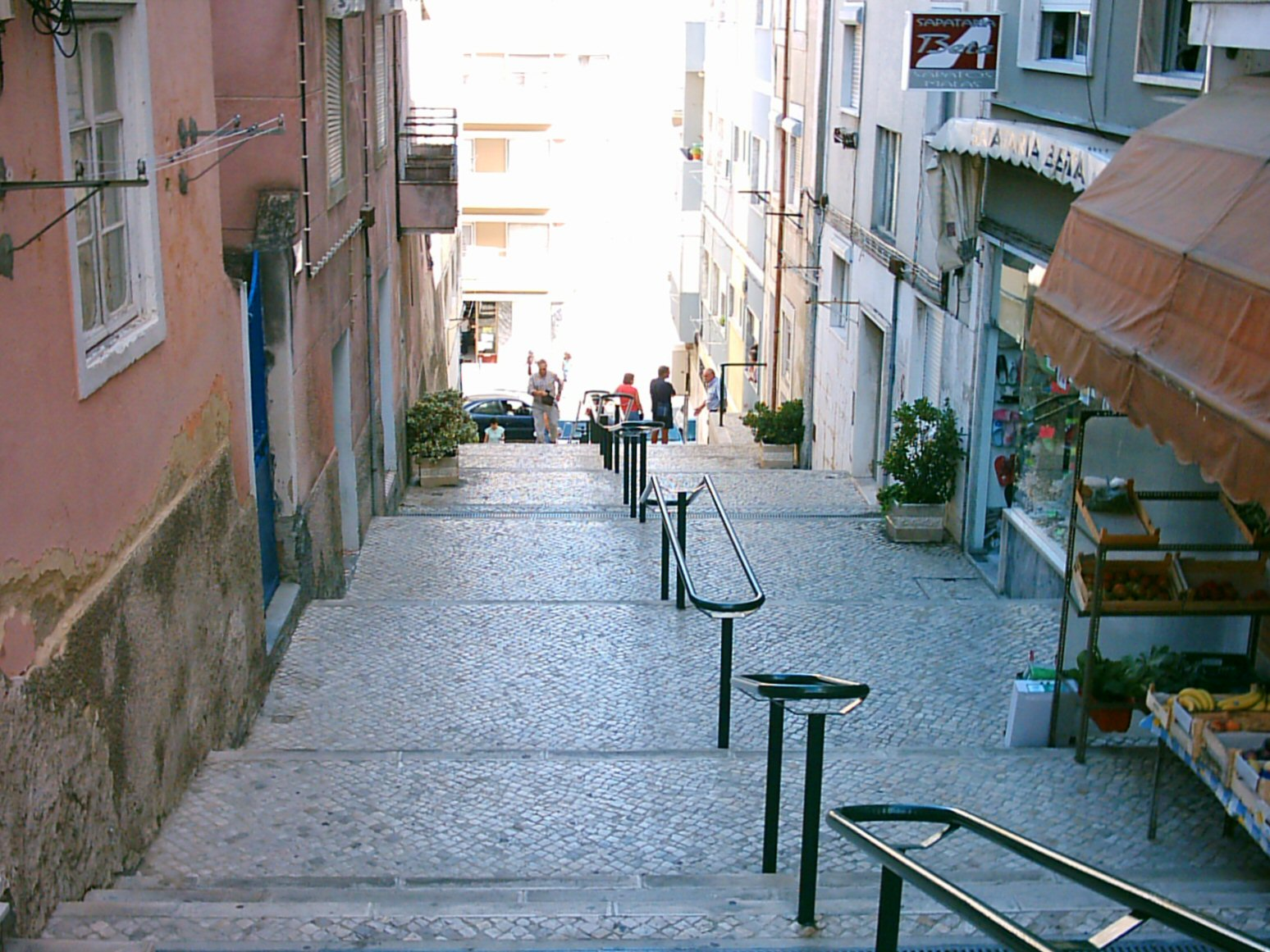
Calles estrechas, viejas y «escadinhas» (como la de la foto — uniendo las dos mitades de Sacavém (Sacavém de Cima y Sacavém de Baixo) son herencia del urbanismo medieval en la moderna Sacavém.

### sigloXVI

#### Periodo de desarrollo sin parangón
Durante este periodo, Sacavém vio ampliada su superficie urbana, tanto en dirección a Olivais (a través de la Rua Direita, actual Rua Almirante Reis, orientada en sentido Lisboa), como en dirección al Tajo y al Trancão, por la Rua dos Mastros (actual Rua José Luís de Morais), que también servía de conexión Sacavém de Cima y de Baixo, y conducía al puente que unía ambas márgenes del río. En esencia, las conexiones viarias fundamentales permanecieron prácticamente inalteradas hasta mediados del siglo XX. 
Por los dos ríos, el Tajo y el Trancão pasaba gran parte de la actividad comercial de Sacavém; el Trancão era de hecho la principal vía de explotación de los productos de la zona de saloia en el término de Lisboa, estando repleto de embarcaciones hasta que tuvo lugar el Terremoto de Lisboa. En las márgenes del Trancão, donde existía ya un puerto fluvial con muelles de atraque, se instaló, durante el periodo de los descubrimientos, un astillero naval en el cual se construirían, quillarían y arreglarían navíos, no solo mercantiles sino también de guerra. Tanto el puerto como el astillero estuvieron activos hasta el siglo XVIII, habiendo contribuido intensamente a la importancia económica de Sacavém, paralelamente con la producción de las más variadas especies hortícolas y frutícolas de sus quintas, elogiadas en varios relatos y que, a lo largo de dos siglos permitió el abastecimiento de Lisboa con productos frescos de la tierra. 
De hecho, aunque Sacavém hubiese vivido en gran parte a costa de su río, no menos importante era el papel que la actividad agrícola tenía en la economía: de una carta datada el 26 de enero de 1501, sabemos que el realengo de Sacavém producía en igual proporción, el trigo y la cebada.

#### Referencias a Sacavém durante el Siglo de Oro

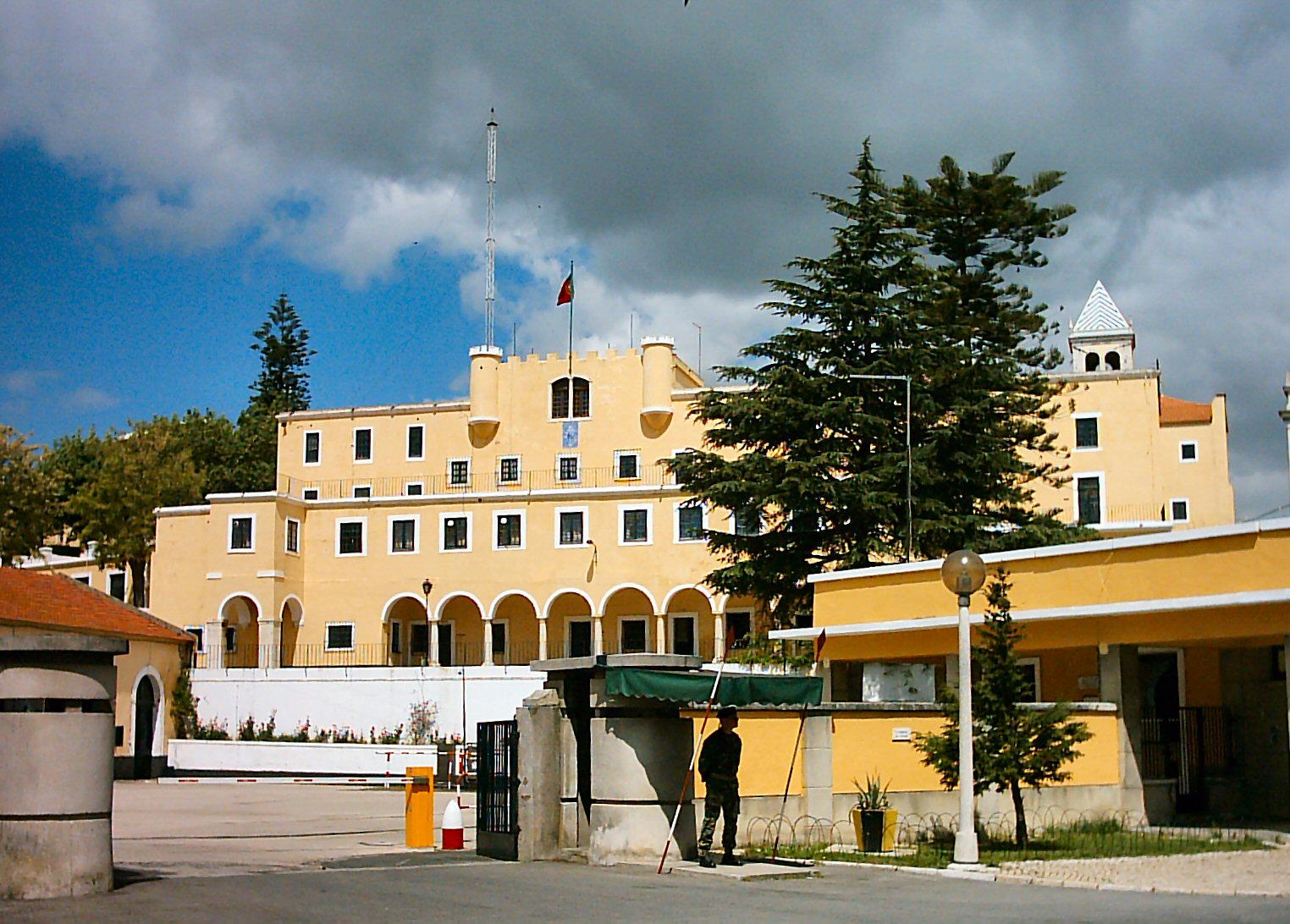
El Convento de Nuestra Señora de los Mártires y la Concepción (hoy batallón de Adidos del Ejército Portugués), mandado a construir por Miguel de Moura y su esposa Brites da Costa en Sacavém.

#### La gran epidemia de peste de 1599

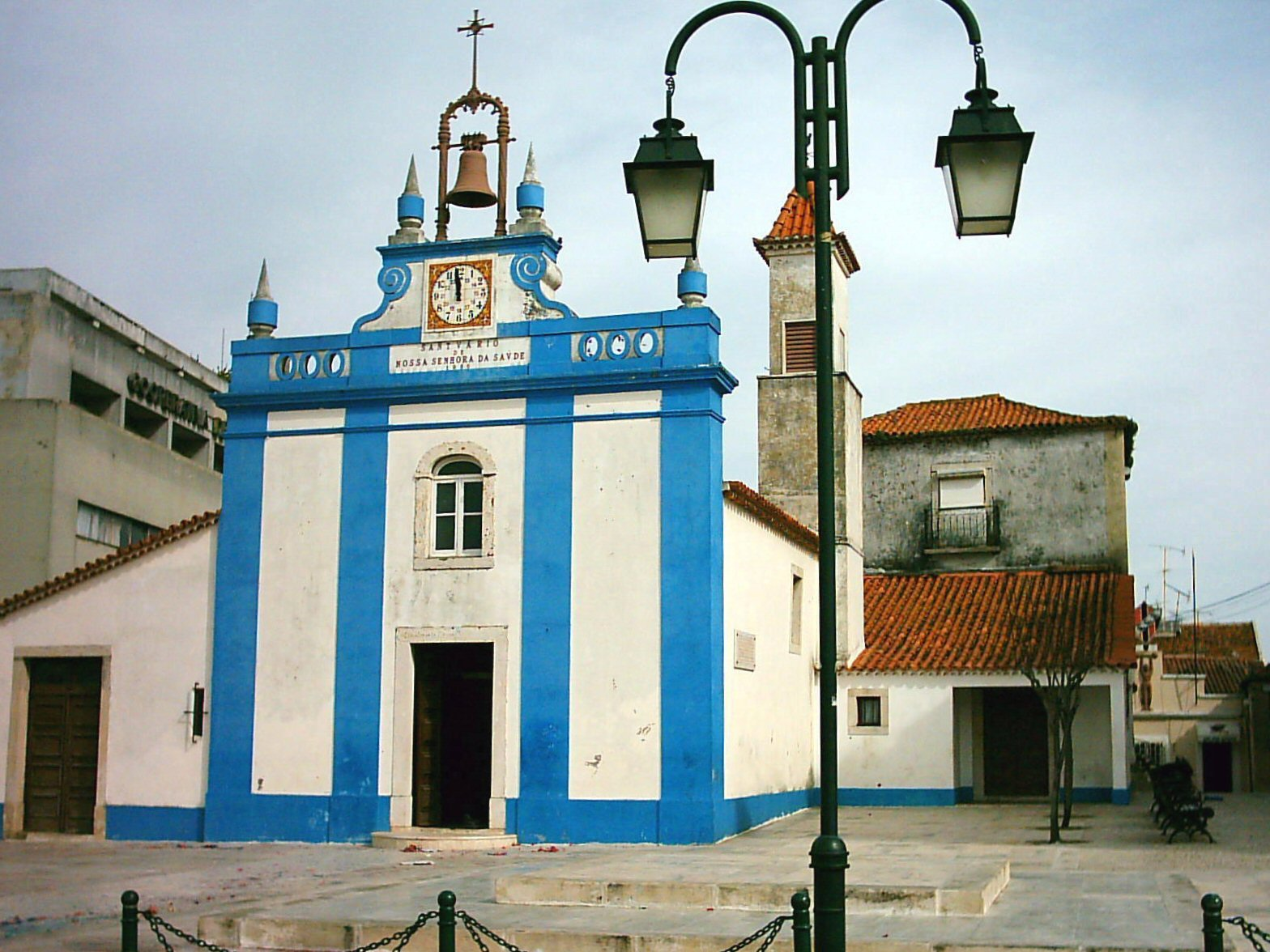
La Capilla de Nuestra Señora de la Salud alberga la imagen bajomedieval de la Senhora da Saúde desde que fue descubierta, durante la gran epidemia de peste de 1599.